# I believe (canción de Bon Jovi)
«I Believe» es una canción de la banda de hard rock estadounidense Bon Jovi. Escrita por Jon Bon Jovi, fue lanzada como la primera pista y quinto sencillo de su álbum de 1992, Keep the Faith. El sencillo llegó al puesto once en las listas del Reino Unido y al número cuarenta en Australia, pero no alcanzó una posición importante en los Estados Unidos.

## Estructura de la canción
La canción se inicia con la decoloración en los ruidos generados por las guitarras distorsionadas y la voz de Jon Bon Jovi, hasta que una guitarra furiosa empieza a sonar. Después de la introducción instrumental, la voz entra en escena.
Esta canción se ajusta a la clásica estructura de una canción de hard rock: introducción, estrofa, puente, estribillo, estrofa, puente, estribillo, solista, el segundo puente y el estribillo hasta el final.